# Алісія Барнетт
Алісія Барнетт (англ. Alicia Barnett) —  британська  тенісистка, що здебільшого спеціалізується на парній грі.

## Фінали турнірів WTA

### Пари: 2 (1 титул)
| Легенда          |
| ---------------- |
| Grand Slam (0–0) |
| WTA 1000 (0–0)   |
| WTA 500 (0–0)    |
| WTA 250 (1–1)    |

| За поверхнею |
| ------------ |
| Хард (1–1)   |
| Грунт (0–0)  |
| Трава (0–0)  |
| Килим (0–0)  |

| Результат | В–П | Дата     | Турнір                         | Статус  | Поверхня | Партнерка      | Супротивниці                     | Рахунок          |
| --------- | --- | -------- | ------------------------------ | ------- | -------- | -------------- | -------------------------------- | ---------------- |
| Поразка   | 0–1 | Бер 2022 | Lyon Open, Франція             | WTA 250 | Хард (з) | Олівія Ніколлз | Лаура Зігемунд Віра Звонарьова   | 5–7, 1–6         |
| Перемога  | 1–1 | Сер 2022 | Championnats de Granby, Канада | WTA 250 | Хард     | Олівія Ніколлз | Гаррієт Дарт Розаліє ван дер Гук | 5–7, 6–3, [10–1] |

## Фінли турнірів WTA Challenger

### Пари: 1
| Результат | В–П | Дата     | Турнір                   | Поверхня | Партнер        | Супротивники                    | Рахунок  |
| --------- | --- | -------- | ------------------------ | -------- | -------------- | ------------------------------- | -------- |
| Поразка   | 0–1 | Гру 2022 | Open de Limoges, Франція | Хард (з) | Олівія Ніколлз | Оксана Калашнікова Марта Костюк | 5–7, 1–6 |